# Вознесенский, Евгений Арнольдович
Евгений Арнольдович Вознесенский (род. 13 января 1960, город Москва, СССР) — советский и российский инженер-геолог, учёный и деятель российского высшего образования, доктор геолого-минералогических наук (2000), профессор, член-корреспондент Российской академии наук (2025).
Директор ФГБУН «Институт геоэкологии им. Е. М. Сергеева РАН» (с 2021 года), профессор кафедры инженерной и экологической геологии геологического факультета Московского государственного университета им. М. В. Ломоносова (с 2001 года).
Президент Охотинского общества грунтоведов (с 2019 года). Вице-президент Международной ассоциации по инженерной геологии и окружающей среде (IAEG) по Европе (2019—2022). Член Российского общества по механике грунтов, геотехнике и фундаментостроению (РОМГГиФ).

## Биография
Родился 13 января 1960 года в Москве в семье инженера-сварщика Арнольда Викентьевича Ротштейна и минералога Татьяны Николаевны Вознесенской.
После окончания средней школы № 38 имени А. Н. Островского с преподаванием ряда предметов на английском языке в г. Москве в 1977 году поступил по конкурсу на геологический факультет МГУ, который окончил с отличием в 1982 году по специальности «Гидрогеология и инженерная геология» с присвоением квалификации «геолог».
Поступил в аспирантуру геологического факультета МГУ, в 1985 году окончил её, защитив 20 декабря 1985 года кандидатскую диссертацию (тема — «Тиксотропные свойства глинистых грунтов Среднего Приобья»). Ученик В. Т. Трофимова. После аспирантуры остался младшим научным сотрудником, а затем ассистентом и доцентом на кафедре инженерной геологии и охраны геологической среды геологического факультета МГУ.
Прошёл научные стажировки в Университете Британской Колумбии (Канада, 1993) и Норвежском технологическом университете (1995—1996).
3 марта 2000 года защитил в МГУ докторскую диссертацию (тема — «Динамическая неустойчивость грунтов»). С 2001 года — профессор МГУ.
Экспедиционная работа: Западная Сибирь, Таджикистан, Поволжье, Сахалин.
Известный учёный в области инженерной геологии и геоэкологии, внёсший большой вклад в развитие этих научных направлений и специализирующийся по проблемам грунтоведения и динамики грунтов в связи с обеспечением безопасности инженерных сооружений. Им созданы теоретические основы нового энергетического подхода в динамике грунтов, предложена новая классификация грунтов по их динамической неустойчивости и впервые установлены важнейшие закономерности деформирования и разрушения грунтов при динамических нагрузках. Разработаны новые представления о критической пористости песков, являющейся важнейшим параметром их состояния и определяющим реакцию этих грунтов на переменные нагрузки. Установлены особенности поглощения волн напряжений в различных грунтах и показана роль типа структуры грунта для проявления эффекта поглощения в разных диапазонах деформаций.
Работами Е. А. Вознесенского внесён существенный вклад в исследование природы деформирования и разрушения грунтов: на самом современном уровне экспериментальных исследований изучены временные эффекты этих процессов, усовершенствован подход к оценке и моделированию нелинейных свойств грунтов в области малых деформаций и разработаны концептуальные основы феномена деформационной неустойчивости грунтов.
Значительная часть его исследований ориентирована также на решение теоретических и практических проблем взаимодействия современного общества и окружающей среды, рационального природопользования и решения вопросов инженерной геологии для предотвращения негативных экологических последствий. Он руководил исследованиями по комплексной оценке экологического риска эксплуатации нефтегазовых месторождений в Западной Сибири и Поволжье, оценке инженерно-геологических условий размещения объектов атомной промышленности, возглавляет в ИГЭ РАН научно-методические работы по мониторингу состояния автомобильных дорог в криолитозоне и экспериментальное изучение глинистых материалов для инженерных барьеров безопасности при долговременном захоронении радиоактивных отходов 1-го и 2-го классов.

На конференции IAEG. Афины, 2021

Автор учебных программ базовых и специальных курсов, которые читает в Московском университете: «Инженерная геология, часть 1. Грунтоведение», «Инженерные сооружения», «Инженерная геология и геокриология», «Инженерно-геологическое картирование», «Дополнительные главы по геокриологии и инженерной геологии», «Методы исследования грунтов в массиве», «Динамика грунтов», «Современные методы полевых исследований грунтов». Подготовил 4 кандидатов наук, руководил квалификационными работами более чем 130 студентов. Более 35 лет работает полевым преподавателем Крымской учебной практики по геологическому картированию.
Е. А. Вознесенский — автор 200 научных работ, из них 9 монографий, 1 авторское свидетельство, 1 учебник, 9 учебных пособий. Его монография «Динамическая неустойчивость грунтов» (1999, 2014, 2019) считается в российском научном сообществе одной из основополагающих работ в этой области знаний.
Научные разработки Е. А. Вознесенского использовались им при решении практических задач обеспечения безопасности ответственных сооружений в сейсмических районах (проекты «Сахалин-1», «Сахалин-2») и на участках развития опасных геологических процессов: нефтегазопромысловых сооружений и подводных трубопроводов на шельфе Охотского и Карского морей, олимпийских объектов в Сочи, автодорог федерального значения («Холмогоры», Джубга-Сочи-Абхазия, «Волга»), объектов атомной промышленности (АЭС «Пакш» в Венгрии, хранилища НПО «Радон»), тепловой и ветровой энергетики. Под его руководством подготовлен целый ряд ведомственных методических документов по проведению изыскательских работ и мониторингу инженерных сооружений. Им разработан первый российский стандарт на лабораторные динамические испытания грунтов (ГОСТ Р 56353-2015, 2022).
Главный редактор журналов «Геоэкология», «Геотехника», «Грунтоведение», член редколлегий журналов «Вестник Московского университета. Серия геология», «Инженерная геология», «Инженерные изыскания», «Геоэкология», «Сейсмостойкое строительство. Безопасность сооружений», «Вопросы инженерной сейсмологии», руководитель подкомитета «Инженерно-геологические изыскания» ТК 506 Росстандарта, член НТС Росавтодора, член диссертационных советов МГУ.016.01 при МГУ им. М. В. Ломоносова (зам. председателя), Д002.048.02 при Институте геоэкологии им. Е. М. Сергеева РАН (зам. председателя) и 212.200.02 при РГУНГ им. И. М. Губкина.
Хронология трудовой и учебной деятельности
- 1977—1982 — студент геологического факультета МГУ.
- 1982—1985 — аспирант геологического факультета МГУ.
- декабрь 1985 —защитил кандидатскую диссертацию, присуждена учёная степень кандидата геолого-минералогических наук.
- 1985—1992 — младший научный сотрудник, затем ассистент кафедры инженерной геологии и охраны геологической среды ггеологического факультета МГУ.
- 1992—2001 — доцент кафедры инженерной и экологической геологии геологического факультета МГУ.
- 1994 — присвоено учёное звание доцента.
- 2000 — присуждена учёная степень доктора геолого-минералогических наук
- С 2001 — профессор кафедры инженерной и экологической геологии геологического факультета МГУ, заместитель заведующего кафедрой.
- 2003 — присвоено учёное звание профессора.
- 2007—2021 — заместитель декана геологического факультета МГУ по научной работе.
- Декабрь 2020 — избран директором ФГБУН «Институт геоэкологии им. Е. М. Сергеева РАН» общим собранием сотрудников института, утверждён в должности Минобрнауки РФ 30 марта 2021 г.
- 26 мая 2025 — избран членом-корреспондентом РАН.

## Награды, звания и премии

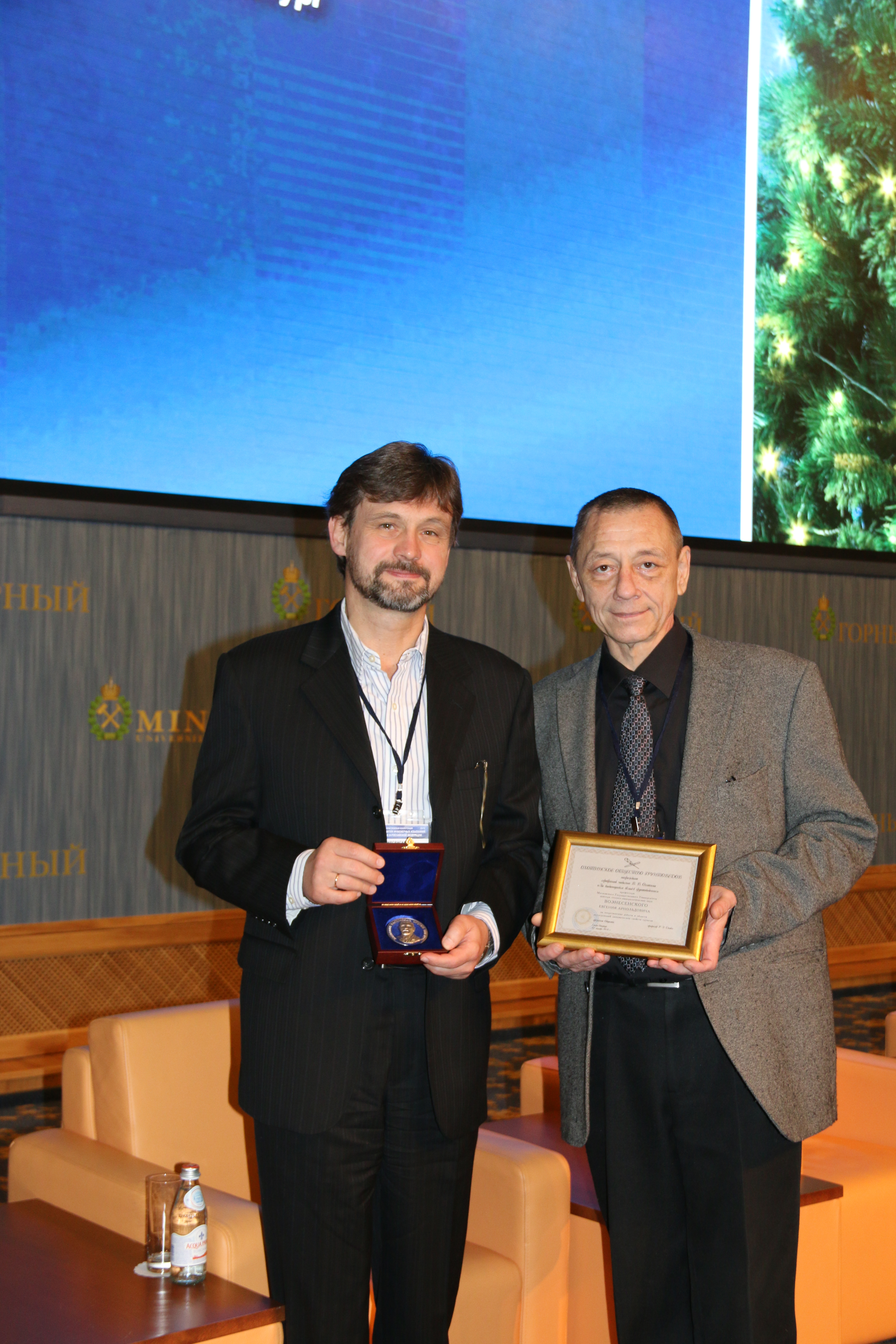
Вручение медали Охотина. Санкт-Петербург, 2016. Справа- Д. Ю. Здобин

Награды и премии за вклад в науку и образование
- Премия Московского университета им. И. И. Шувалова (1998) за учебное пособие «Поведение грунтов при динамических воздействиях» (1997);

Государственные награды Российской Федерации
- «Заслуженный работник высшей школы Российской Федерации» (2013)
- Благодарность Президента Российской Федерации (2019).

Награды министерств, ведомств и субъектов федерации
- знак «Отличник разведки недр» (2008) Минприроды;
- знак «Почётный работник высшего профессионального образования РФ» (2007) Минобрнауки,
- почётная грамота Минобрнауки (2004).

Награды общественных организаций и фондов
- медаль В. В. Охотина «За выдающийся вклад в грунтоведение» (2016);
- медаль Е. М. Сергеева «За вклад в развитие инженерной геологии» (2018).